# يوليوس تومسون
يوليوس تومسون هو مجدف كندي، ولد في 4 سبتمبر 1882 في تورونتو في كندا، وتوفي في 26 أكتوبر 1940 في كينورا في كندا.

## وصلات خارجية
- يوليوس تومسون على موقع الاتحاد الدولي للتجديف (الإنجليزية)
- يوليوس تومسون على موقع اللجنة الأولمبية الدولية (الإنجليزية)
- يوليوس تومسون على موقع أوليمبيديا (الإنجليزية)